# Princeton Meadows
Princeton Meadows ist eine Siedlung und Census-designated place innerhalb der Gemeinde Plainsboro im Middlesex County, New Jersey, USA. Bei der Volkszählung von 2000 wurde eine Bevölkerungszahl von 13.436 registriert.

## Geographie
Nach den Angaben des United States Census Bureaus hat die Ortschaft eine Gesamtfläche von 5,7 km2, wovon 5,6 km2 Land und 0,1 km2 (0,91 %) Wasser ist.

## Demographie
Nach der Volkszählung von 2000 gibt es 13.436 Menschen, 6.017 Haushalte und 3.255 Familien in der Stadt. Die Bevölkerungsdichte beträgt 2.390,6 Einwohner pro km2. 56,16 % der Bevölkerung sind Weiße, 9,64 % Afroamerikaner, 0,13 % amerikanische Ureinwohner, 30,05 % Asiaten, 0,00 % pazifische Insulaner, 1,71 % anderer Herkunft und 2,31 % Mischlinge. 5,27 % sind Latinos unterschiedlicher Abstammung.
Von den 6.017 Haushalten haben 32,4 % Kinder unter 18 Jahre. 44,7 % davon sind verheiratete, zusammenlebende Paare, 7,5 % sind alleinerziehende Mütter, 45,9 % sind keine Familien, 37,1 % bestehen aus Singlehaushalten und in 1,2 % Menschen sind älter als 65. Die Durchschnittshaushaltsgröße beträgt 2,22, die Durchschnittsfamiliengröße 3,06.
24,3 % der Bevölkerung sind unter 18 Jahre alt, 7,3 % zwischen 18 und 24, 49,0 % zwischen 25 und 44, 17,0 % zwischen 45 und 64, 2,4 % älter als 65. Das Durchschnittsalter beträgt 32 Jahre. Das Verhältnis Frauen zu Männer beträgt 100:103,0, für Menschen älter als 18 Jahre beträgt das Verhältnis 100:102,1.
Das jährliche Durchschnittseinkommen der Haushalte beträgt 66.415 USD, das Durchschnittseinkommen der Familien 80.134 USD. Männer haben ein Durchschnittseinkommen von 57.000 USD, Frauen 43.481 USD. Der Prokopfeinkommen der Stadt beträgt 36.654 USD. 3,4 % der Bevölkerung und 1,4 % der Familien leben unterhalb der Armutsgrenze, davon sind 2,0 % Kinder oder Jugendliche jünger als 18 Jahre und 0,0 % der Menschen sind älter als 65.